# Cefaloridin
Cefaloridin ist ein Antibiotikum, welches zur Klasse der Cephalosporine der 1. Generation zählt und semisynthetisch hergestellt wird. Wegen seiner Nephrotoxizität (giftigen Wirkung auf die Nieren) wurde es schon in den 1980er Jahren kaum noch verwendet.
Cefaloridin wurde 1965 nach der Synthese von 7-Aminocephalospransäure von Glaxo patentiert (Cepaloridin-Glaxo).

## Indikation
Cefaloridin ist bei Infektionen mit Streptokokken, Pneumokokken und Staphylokokken wirksam. Indolpositive Proteus-Spezies und Pseudomonas aeruginosa sind gegen dieses Antibiotikum resistent. Cefaloridin wurde bei Infektionen des Blutes, des Knochens, der Gelenke, der Atemwege, der Haut und der Harnwege verwendet sowie prophylaktisch während Operationen. In der Veterinärmedizin diente es bei Hunden und Katzen der Behandlung von Infektionen der Atemwege, des Darms und der Harnwege.

## Wirkungsprinzip
Die Cefaloridin-Moleküle binden sich an spezifische Penicillin-bindende Proteine, welche sich in der bakteriellen Zellwand befinden. Dadurch wird die weitere Synthese der bakteriellen Zellwand gehindert.
Das Antibiotikum wird über die Nieren aus dem Körper ausgeschieden.

## Applizierung
Cefaloridin ist parenteral (intravenös, intramuskulär) zu verabreichen.

## Nebenwirkungen
Cefaloridin ist stark nephrotoxisch, weswegen es kaum mehr verwendet wird.

## Synthese
Die Synthese von Cefaloridin bzw. Cefalotin geschieht über eine Semisynthese, welches in diesem Fall die Acylierung einer Aminogruppe bedeutet. Die zu acylierende  7-Aminocephalospransäure (kurz 7-ACA) wird dabei durch eine chemische Reaktion aus Penicillin G mithilfe von N,N′-Bis(trimethylsilyl)harnstoff umgewandelt.
Zunächst wird durch die Reaktion von 7-ACA (2) mit Thiophenylacetylchlorid (1) in Aceton Cefalotin (3) gebildet.

Synthese von Cefalotin aus 7-ACA und Thiophenylacetylchlorid

Durch Erhitzen von Cefalotin, Thiocyanat, Pyridin und Phosphorsäure und anschließendem Einstellen des pH-Wertes mit Mineralsäure wird Cefaloridin gebildet.
Bei einem physiologischen pH-Wert liegt das Cefaloridin-Molekül als Zwitterion vor.